# Parafia św. Doroty w Harklowej
Parafia św. Doroty w Harklowej − parafia rzymskokatolicka z siedzibą w Harklowej, znajdująca się w diecezji rzeszowskiej w dekanacie Dębowiec. Erygowana została w 1365 roku.

## Zasięg parafii
Do parafii należą wierni z miejscowości: Harklowa, Głęboka, Kunowa oraz Grudna Kępska z kościołem filialnym pw. Ducha Świętego.